# Comarca da Terra de Caldelas
A Terra de Caldelas is een comarca van de Spaanse provincie Ourense, gelegen in de autonome regio Galicië. De hoofdstad is Castro Caldelas en de comarca heeft 4203 inwoners (2005).

## Gemeenten
Castro Caldelas, Montederramo, Parada de Sil en A Teixeira.